# 黃天海
黃天海（1904年—1931年）是台灣日治時期提倡無政府主義的左派作家，筆名孤魂。宜蘭出身，活躍於台北及宜蘭，曾擔任新文協支部幹部。退出由台共掌權的新文協之後，改加入台灣勞動互助社，並與林斐芳共組《明日》雜誌社，發行無政府主義的思想刊物，主持雜誌編輯。曾於雜誌創刊號中發表許多作品，包含創刊宣言、詩、散文與評論等。除政治運動外，黃天海也是台灣本土戲劇的藝文教育家，曾在宜蘭成立民烽劇團，並擔任由張維賢成立的民烽演劇研究會的講師。